# Boerenhuzinge

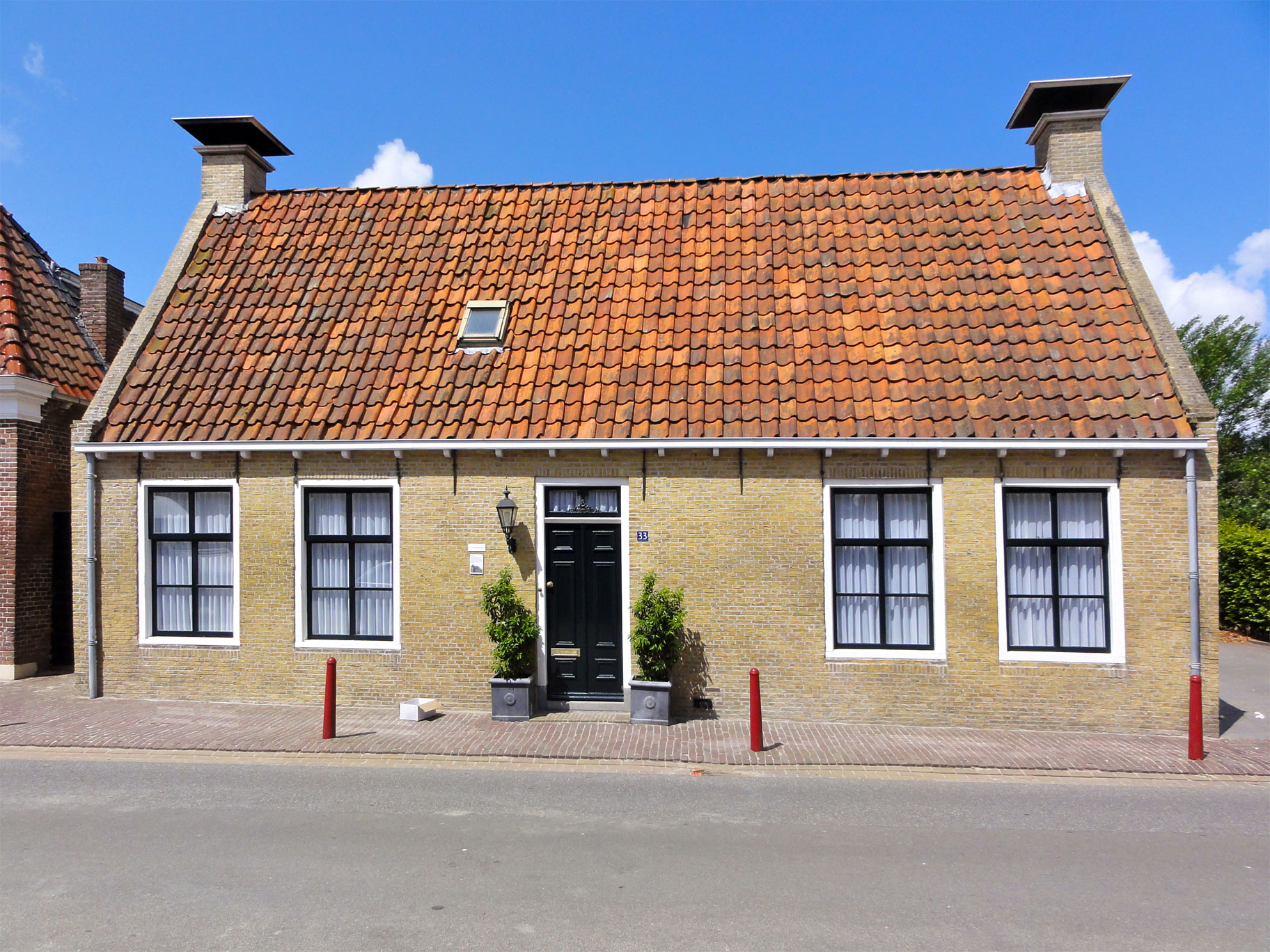
Boerenhuzinge aan Hoofdstraat 33 in Ferwerd

De Boerenhuzinge is een monumentaal pand aan de Hoofdstraat 33 in de Friese plaats Ferwerd.

## Geschiedenis
Het pand de Boerenhuzinge aan de Hoofdstraat 33 dateert uit de 17e of 18e eeuw. Het is een dwars gebouwd pand van één woonlaag onder een zadeldak. De muren bevatten kunstig metselvlechtwerk. In 1815 werd er een boerenschuur bij het huis gebouwd. Deze schuur is voor de restauratie van het pand in de zeventiger jaren van de 20e eeuw weer afgebroken.
In de 19e eeuw heeft het pand dienstgedaan als boerderij. In de loop van de 20e eeuw werd het pand gebruikt voor de opslag van turf en daarna voor de opslag van kunstmest. Na de restauratie heeft het pand een woonbestemming gekregen. De woning is erkend als een rijksmonument.